# Параскева Иконийская
Параскева Иконийская (Святая Параскева, Параскева Пятница, греч. Παρασκευή) — христианская великомученица III века. Память в православной церкви совершается 28 октября (10 ноября).

## Житие
Согласно преданию, Параскева родилась в годы царствования императора Диоклетиана в городе Иконий (Малая Азия) в семье богатого сенатора, но уже в ранней юности посвятила себя аскетической жизни. Родители святой особо почитали день крестных страданий Иисуса Христа — пятницу, потому и назвали родившуюся дочь Параскевой. Обладая красотой, она избрала не путь замужества, а путь служения Богу через проповедь Евангелия.
Когда император Диоклетиан начал жестокое гонение на христиан, он повелел правителю Галатии Аэтию в подвластных ему городах преследованиями и мучениями истребить христианскую веру. Аэтий отправился в Иконий. Святая Параскева была схвачена, претерпела жестокие мучения и была обезглавлена.

## В иконописи
Великомученица Параскева обычно изображалась в красном мафории (ризе), с крестом в руках. На старых северорусских иконах святая иногда изображалась на обороте образа Богоматери. Иконописцы обыкновенно изображали мученицу суровой подвижницей, высокого роста, с лучезарным венцом на голове.
В сюжетах, имеющих отношение к Страстям Христовым, Св. Параскева могла изображаться, так как толковалась как персонификация Великой Пятницы — дня распятия Иисуса Христа.

## У восточных славян
Образ великомученицы Параскевы на землях восточных славян тесно сросся с древним культом языческой Мокоши, которой женщины посвящали пятничный день. В народе святая получила двойное имя Параскева-Пятница.
У славян великомученица Параскева (греч. Παρασκευή) прямо называлась Пятницей, Пятиной, Петкой. Популярной также была русифицированная форма имени — Прасковья, уменьш. Параша, Пана.
В русском быту в старое время святая Параскева так и именовалась: «Параскева-Пятница». Отсюда пошли многие церкви «во имя святой Пятницы». Слово «пятница» чуть не превратилось в самостоятельное женское имя, которое могло бы существовать рядом с Прасковьей, как имена Воин и Постник.
В Сербии и Болгарии называют «Света Петка» («Святая Пятница»).

## Другие святые Параскевы
Христианская церковь, кроме мученицы III века, почитает ещё несколько святых того же имени:
- Св. Параскева, сестра Св. Фотины-Самаритянки, I в., пострадала в правление императора Нерона вместе со своими сёстрами Фотиной, Анастасией, Фото, Фотидой и Кириакией и племянниками Виктором (Фотином) и Иостией[3] (память 20 марта по юлианскому календарю).
- Св. Параскева Римская, мученица II в. (ок. 140 — ок. 180 гг.), по преданию исцелившая императора Антонина Пия от слепоты. Обезглавлена по повелению правителя Тарасия. Останки были перевезены в Константинополь.[4]. Излечивает глазные болезни. День памяти 8 августа (26 июля по ст. стилю). Ей посвящён Топловский женский монастырь святой Параскевы в Крыму, где есть целебные источники, полезные для глазных больных[5], церковь Святой Параскевы на Кипре (Агия Параскева).[6]
- Преподобная Параскева Сербская — византийский аскет XI в., особенно почитаемая в Балканских странах. Родилась в городе Епиват (ныне Турция) на берегу Мраморного моря неподалёку от Константинополя. Имела брата, святителя Ефимия, епископа Мадитоса. Провела годы в отшельничестве в пустыне в Иорданской долине. За два года до смерти в пожилом возрасте вернулась домой, где и скончалась. Во время крестовых походов мощи перенесены в Румынию, город Яссы, кафедральный собор. День памяти 14 октября, 30 августа. Её культ тоже воспринял черты языческой славянской богини, именовавшейся в землях южных славян Петка («пятница»).
- Параскева (Макарова) (Макарова Параскева Кузьминична; 1878 — 7 марта1938), прмц., послушница, новомученица. 29 января, 22 февраля (по ст.ст.)
- Параскева (Матиешина) (Матиешина Параскева Фёдоровна; 28 октября 1888 — 4 декабря 1952)[7], исповедница, инокиня, новомученица. 29 января, 22 ноября (по ст.ст.)
- Параскева (Кочнева) (Кочнева Прасковья Максимовна; 1890 — 8 апреля 1939), новомученица. 29 января, 26 марта (по ст. ст.)[8]